# Louis von Arentsschildt
Louis (Ludwig) Friedrich Daniel von Arentsschildt, auch Arentsschild  (* 29. Juli 1807 in Osnabrück; † 5. April 1883 in Neuenheim) war ein königlich hannoverscher Offizier, Lyriker und Übersetzer.

## Leben
Er entstammte einer Familie mit großer militärischer Tradition und war ein Sohn des königlich hannoverischen Premierleutnants Karl von Arentsschildt (* 1777) und dessen Gattin Jakobine von Drieberg (1783–1816), zu weiteren Verwandten von ihm gehörten der Leutnant Viktor Friedrich von Arentsschildt und der Nachkomme Wilhelm von Arentsschildt, Generalleutnant, (1840–1911).
Arentsschildt trat 1825 als Kadett in die königlich hannoversche Armee ein und begann 1826 seine Offizierslaufbahn. Im Jahr 1835 verließ er das Militär, um an der Universität Göttingen zu studieren. Im Jahr 1862 wurde er auf eigenes Ansuchen als Oberst aus der Armee entlassen. Fortan lebte zurückgezogen bis zu seinem Tod in Neuenheim.
Zeit seines Lebens widmete er sich der Lyrik. Karl Goedeke sagt über ihn: „Ihm gelingen die sanften wie die starken männlichen Gefühle in der Darstellung gleich gut.“ Auch war er als Übersetzer tätig und übertrug u. a. Verse des portugiesischen Nationaldichters Luis Vaz de Camões und von Francisco de Sá de Miranda ins Deutsche. Vor allem Sonette, Kanzonen und Elegien von Camoes wurden von ihm übersetzt. Außerdem übersetzte er aus dem Schwedischen die Gedichte von Erik Gustav Geijer.

## Werk
- Gedichte, Hahnsche Buchhandlung, Hannover, 1845.
- Völkerstimmen-Portugal, Spanien, Italien, Schottland, England, 1847 (als Übersetzer diverser Gedichte), Hahnsche Buchhandlung, Hannover.
- Dichtungen- Neue Sammlung, Hahnsche Buchhandlung, Hannover, 1850.